# Pluton (Kurzstreckenrakete)
Pluton war eine nuklearwaffenfähige Kurzstreckenrakete des französischen Heeres in der Zeit des Kalten Krieges. Die Pluton gehört zur Klasse der Battlefield short-range ballistic missiles (BSRBM). 

## Entwicklung
Die Entwicklung der Pluton begann in den frühen 1960er Jahren bei Aérospatiale. Im Jahre 1974 wurde das System bei der Armee eingeführt. Das Heer stellte fünf Pluton-Regimenter mit insgesamt 30 Startfahrzeugen in Dienst. Insgesamt erhielt es 120 Raketen.

## Technik
Das System war auf dem geländegängigen AMX-30-Kettenfahrzeug untergebracht und schnell verlegbar. Jedes Fahrzeug war mit einer Pluton-Rakete bestückt. Es wurde eine minimale Reaktionszeit aus voller Fahrt bis zum Raketenstart von 10–15 Minuten erreicht. Um die Rakete feuerbereit zu machen, wurde der Behälter mit der Rakete über das Fahrzeugheck in einem Winkel von 60 ° angestellt. Die maximale Schussdistanz von 120 km wurde in 170 Sekunden zurückgelegt. Das Apogäum lag dabei bei 30 km. Die minimale Schussdistanz betrug 20 km und wurde innerhalb von 30 Sekunden zurückgelegt. Das Apogäum lag hierbei bei 2 km. In Abhängigkeit zur Schussdistanz wurde ein Streukreisradius (CEP) von 200–400 m erreicht.
Die Pluton-Raketen waren mit dem AN-51-Nukleargefechtskopf mit einem Gewicht von rund 500 kg bestückt. Der AN-51-Nukleargefechtskopf war so aufgebaut, dass die Sprengkraft vor dem Raketenstart in zwei Stufen gewählt werden konnte: 15 kT (gegen taktische Ziele) oder 25 kT (gegen strategische Ziele). Der Nukleargefechtskopf konnte wahlweise in einer Höhe von 600 m oder 180 m zur Detonation gebracht werden.

## Stationierung
Die fünf Pluton-Regimenter waren im Nordosten Frankreichs stationiert. Jedes Regiment verfügte über sechs Startfahrzeuge mit 24 Raketen:
- 3. Artillerie-Regiment in Mailly-le-Camp
- 4. Artillerie-Regiment in Laon
- 15. Artillerie-Regiment in Suippes
- 32. Artillerie-Regiment in Oberhoffen
- 74. Artillerie-Regiment in Belfort

## Status
Im Jahr 1993 wurden die Pluton-Kurzstreckenraketen ausgemustert. Ende 1994 wurde die letzte Rakete verschrottet. Das Nachfolgesystem Hadès wurde nicht eingeführt.